# Бейссвенгер, Ганс
Ганс Бейссвенгер (нем. Hans «Beisser» Beisswenger; 8 ноября 1916, Mittelfischhach, Швебиш-Халль, область Вюртемберг — 6 марта 1943, озеро Ильмень) — немецкий летчик-истребитель «люфтваффе», ас, одержавший в ходе Второй мировой войны 152 победы в более чем 500 боевых вылетах, обер-лейтенант, кавалер Рыцарского креста с дубовыми листьями. Служил в составе JG54. Погиб в бою с советскими истребителями в районе озера Ильмень.

## Биография
Бейссвенгер родился в семье учителя начальной школы.
После окончания школы, 2 ноября 1937 года добровольцем поступил на службу в люфтваффе, но первоначально был направлен в 8-ю батарею 25-го зенитного полка, дислоцированную в Гёппингене, где прошёл начальную боевую подготовку. 1 апреля 1938 года был направлен в Jagdfliegerschule (истребительная школа), где прошёл обучение полетам, после чего стал инструктором.
В октябре 1940 года Бейссвенгер был направлен на боевую службу в составе II./JG54, базирующейся во Франции и 1 ноября 1940 года получил звание лейтенанта резерва. Прибытие Бейссвенгера пришлось на момент восстановления группы после тяжелой кампании в Битве за Британию, а сам он был назначен в состав 6./JG54, в которой и провел всю свою последующую боевую карьеру. Но поучаствовать в боях сразу, Бейссвенгеру не пришлось — 3 декабря группа полностью была выведена на аэродром Дельменхорст, в Германии. В конце марта следующего, 1941 года, части эскадры были переброшены в Австрию. С аэродрома Graz-Thalerhof Штаб JG54 и II./JG54 Дитриха Храбака в составе 5./ и 6./JG54, должны были поддерживать движение 2-й армии в южном направлении на Загреб, в предстоящей операции «Марита» — вторжении в Югославию.
В ходе этой операции Бейссвенгер одержал свою первую победу, когда 7 апреля 1941 года он сбил югославский истребитель «Харрикейн» капитана 2-го класса Данило Грбича, ставший единственной победой эскадрильи в тот день. В последующем Бейссвенгер вместе с пилотами группы выполнял вылеты на поддержку наземных операций вермахта. После капитуляции Королевской югославской армии 17 апреля 1941 года, группа перебазировалась на аэродром Земун вблизи Белграда, где 3 мая 1941 года получила приказ сдать все свои Messerschmitt Bf.109E JG77, с целью последующего получения нового варианта Bf.109F. Переучивание на новый тип самолета было завершено на аэродроме Stolp-Reitz в Померании. По итогам кампании на Балканах, Бейссвенгер был награждён 6 мая 1941 года Железным крестом 2-го класса.
Вместе с группой Бейссвенгер принял участие в начавшейся 22 июня 1941 года кампании на востоке — Великой Отечественной войне, встав вскоре одним из лучших пилотов группы. Вместе с группой Бейссвенгер воевал на северном участке советско-германского фронта, в зоне действия группы армий «Север». Свою вторую победу он одержал в первый день новой кампании, а к вечеру 24 августа одержал уже 20-ю. К концу 1941 года на его счету было уже 32 победы.
6 апреля следующего, 1942 года Бейссвенгер одержал 40-ю победу. А 9 мая 1942 года, за свои одержанные 47 побед (при этом некоторые источники утверждают, что уже 8 мая он одержал 50-ю победу), Бейссвенгер, совместно с лейтенантом Хорстом Ханнингом, так же из состава 6./JG54, были награждены в Сиверской Рыцарскими крестами, врученными им генерал-лейтенантом Гельмутом Ферстером.
10 августа 1942 года в районе Ржева без вести пропал командир 6./JG54 обер-лейтенант Карл Саттиг и на следующий день, 11 августа, Бейссвенгер был назначен вместо него командиром 6./JG 54. 15 августа Бейссвенгер одержал свою 75-ю победу. А 23 августа он за один день сбил пять советских самолетов (88-92-я победы).
26 сентября Бейссвенгер 3-м в эскадре и 25-м пилотом в Люфтваффе одержал 100-ю победу. За что спустя 4 суток, 30 сентября, был награждён Дубовыми Листьями (№ 130). После чего, в октябре, получил короткий отпуск. К концу 1942 года, общее число побед Бейссвенгера составляло 119.
23 января 1943 года ставший обер-лейтенантом Бейссвенгер одержал свою 125-ю победу. 11 февраля он одержал 135-ю. 5 марта 1943 года он сбил 5 советских самолетов, достигнув отметки в 150 побед, став 9-м пилотом в Люфтваффе.
На следующий день, 6 марта, обер-лейтенант Ганс Бейссвенгер, вылетел во главе звена на свободную охоту вдоль шоссе Старая Русса — Холм к югу от озера Ильмень. Ведущим второй пары был унтер-офицер Георг Мундерлох (Georg Munderloh):

«Прибыв в назначенный нам оперативный район, я заметил 15 Ил-2 в сопровождении примерно 15-20 ЛаГГ-3. Я доложил о вражеских самолетов Бейссвенгеру. Мы должны были зайти в голову на очень высокой скорости. Моя пара слегка был в лидерах, с Бейссвенгером и его ведомым над нами, чуть в стороне. Я просил и получил разрешение начать атаку. Мне удалось сбить ЛаГГ-3 в моем первом заходе, который Бейссвенгер подтвердил по радио. Затем он должен был принять свой бой, потому что я не видел и не слышал от него ничего больше».

Мундерлох сбил другой ЛаГГ-3 (его 20-я победа) во время второго захода, но затем был вовлечен в воздушный бой с третьей машины противника. Со вставшим двигателем, у него не было выбора, кроме как сесть на занятой врагом территории. Взятый в плен, он позже услышал от советских летчиков, участвующих в бою, что те сбили ещё один немецкий истребитель.
Это мог быть только Бейссвенгер. После того, как он заявил два ЛаГГ-3 — которые подвели его окончательный итог до 152 побед — он был атакован десятью другими. Его Bf.109G-2 (W.Nr. 14236) «Желтый 4» последний раз видели низколетящим, с медленно вращавшимся винтом, когда он пытался развернуться обратно к немецким позициям. После этого Бейссвенгер был объявлен пропавшим без вести.
Возможно причиной гибели Бейссвенгера стал советский ас, старший лейтенант Иван Холодов (26 побед) из 32-го гиап, который таранил Bf.109, атаковавший самолет его ведомого лейтенанта Аркадия Макарова. Сам Холодов смог успешно выпрыгнуть из своего самолета.